# In-Soo Radstake
In-Soo Radstake (Seoel, 16 december 1979) is een Nederlandse journalist, filmproducent en documentairemaker. Radstake werd geboren in Seoul, Zuid-Korea en groeide op in Wieringerwerf.
Hij volgde de opleiding journalistiek aan het Windesheim in Zwolle en werkte voor de Nederlandse televisie als producer, regisseur en redacteur. 
Zijn eerste lange documentaire was Made in Korea: Een enkeltje Seoel-Amsterdam? Hierin onderzoekt hij zijn eigen verleden: hij werd als drie maanden oude baby vanuit Zuid-Korea geadopteerd door een Nederlands echtpaar. Hij ging daarin na 25 jaar op zoek naar alle acht geadopteerden die met hem in hetzelfde vliegtuig hadden gezeten. Als oprichter van Stichting Meer Dan Babi Pangang, zet hij zich in om de Aziatische cultuur in Nederland te promoten.
Voor zijn onderzoek Indië verloren...- Selling a Colonial War kreeg hij De Tegel 2023 in de categorie Onderzoek. De documentaire toont hoe de Nederlandse politiek door middel van propaganda en censuur de koloniale oorlog in Indonesië probeerde te verkopen. Voor dit onderzoek dook hij in de archieven van de bloedige Indonesische onafhankelijkheidsoorlog.
De jury noemde het ‘Een historisch én journalistiek document dat tot denken aanzet’.
De documentaire werd geselecteerd voor het hoofdprogramma van het prestigieuze IDFA-festival en ging daar in wereldpremière, in Carré (Amsterdam). Begin 2024 ontving hij met producent Nadadja Kemper in Rotterdam de Kristallen Film Award namens het Nederlands Film Festival (NFF), het Nederlands Filmfonds en het Abraham Tuschinski Fonds. Het is een prijs voor documentaires die 10.000 bioscoopbezoekers hebben getrokken.

## Filmografie
- Indië verloren...- Selling a Colonial War (2023)[3][4]
- Echo's van een oorlog, het geslacht Asser - Croiset (2016)
- Parradox, over de controversiële Surinaamse regisseur Pim de la Parra (2010)
- Het is zo fijn om Surinamer te zijn (2008)
- Made in Korea: Een enkeltje Seoul-Amsterdam? (2006)

## Prijzen
- De Tegel 2023

- International Standard Name Identifier: 0000 0000 5902 0226
- Library of Congress Control Number: no2009053197
- Nederlandse Thesaurus van Auteursnamen: 307896056
- Virtual International Authority File: 86336538